# Agne Aronsson
Agne Sigvard Aronsson, född 6 januari 1924 i Farstorps församling, Hässleholm, död 16 juni 1990 i Vitaby församling, Simrishamn, var en svensk konstnär och keramiker.
Han var son till sågverksägaren Aron Persson och hans maka Hanna och gift med textilkonstnären Anna-Lisa Aronsson. Aronsson studerade vid Skånska målarskolan i Malmö samt genom korrespondenskurser från Hermods och NKI-skolan i Stockholm. Han ställde ut tillsammans med Hässleholms konstförening och blev inbjuden att medverka i utställningar med Brobyortens konstförening. Hans konst består av tavlor med motiv från Göinge och södra Sverige i olja samt träsnitt med Stockholmsmotiv. Som keramiker arbetade han främst med stengodslera och gjorde vaser, skålar och annat nytto- och prydnadsgods.